# Entre las ramas de la arboleda perdida
Entre las ramas de la arboleda perdida és una espectacle teatral dirigit per José Luis Alonso basat en diversos poemes del llibre La arboleda perdida de Rafael Alberti i interpretat per José Luis Pellicena. Fou representat per primer cop el 15 de juny de 1989 a la Reial Acadèmia de Belles Arts de Sant Ferran de Madrid i representada al públic al Teatro María Guerrero de Madrid del 20 al 23 de març de 1991.

## Argument
En un escenari sobri (tres tamborets i una taula, blaus i esquemàtics, una perxa i unes cortines), l'actor José Luis Pellicena interpreta al propi Rafael Alberti recita poemes de Marinero en tierra, El alba del alhelí, Sobre los ángeles, La arboleda perdida i de l'obra de teatre La gallarda en forma de monòleg on repassa la vida del poeta des de la seva infantesa a Cadis, la seva relació amb María Teresa León, la trobada amb Juan Ramón Jiménez, Federico García Lorca i Antonio Machado, així com la mort dels dos darrers durant la guerra i poc després de la guerra, l'exili i la tornada a Espanya.